# Petrosedum affomarcoi
Petrosedum affomarcoi är en fetbladsväxtart som först beskrevs av Gallo och Afferni, och fick sitt nu gällande namn av Afferni. Petrosedum affomarcoi ingår i släktet Petrosedum och familjen fetbladsväxter. Inga underarter finns listade i Catalogue of Life.